# Pararhinoleucophenga
Pararhinoleucophenga este un gen de muște din familia Drosophilidae.

Cladograma conform Catalogue of Life:
| Pararhinoleucophenga | \| \| Pararhinoleucophenga maura \| \| \| \| \| \| Pararhinoleucophenga nuda \| \| \| \| |
|                      | \| \| Pararhinoleucophenga maura \| \| \| \| \| \| Pararhinoleucophenga nuda \| \| \| \| |
|                      | Pararhinoleucophenga maura                                                               |
|                      |                                                                                          |
|                      | Pararhinoleucophenga nuda                                                                |
|                      |                                                                                          |